# Francisco Moita Flores
Francisco Maria Moita Flores GOIH (Moura, 23 de fevereiro de 1953) é um escritor, comentador, investigador, antigo inspetor da Polícia Judiciária e antigo Presidente da Câmara Municipal de Santarém.

## Biografia
Moita Flores nasceu em Moura, onde estudou até aos 15 anos, prosseguindo os seus estudos secundários em Beja. Depois, já casado e com dois filhos, completou o bacharelato em Biologia, na Faculdade de Ciências da Universidade Lisboa, em 1975. Desde esse ano, e até 1978, foi professor de Biologia, no Ensino Secundário.
Em 1978 concorreu à Polícia Judiciária, tendo sido o primeiro classificado no curso de investigação criminal e formação de inspetores. Até 1990, pertenceu a brigadas de furto qualificado, assalto à mão armada e homicídios. Várias vezes louvado, deixou aquela instituição para se dedicar à vida académica — viria a terminar uma licenciatura em História, na Faculdade de Letras da Universidade de Coimbra.
No entanto, regressou dois anos depois, em 1992, para junto da então direção da Polícia Judiciária com a incumbência de proceder aos estudos e avaliações do movimento criminal. É na qualidade de assessor da direção da Polícia Judiciária que participa no programa da SIC Casos de Polícia, que marca uma viragem nas relações entre polícia e comunicação social. Também desenvolveu estudos sobre a violência e morte violenta, dirigiu a equipa que identificou e trasladou os mortos do cemitério da Aldeia da Luz, numa destacada operação científica.
Colabora regularmente em vários jornais e revistas nacionais.
A 8 de junho de 2009 foi feito Grande Oficial da Ordem do Infante D. Henrique.

### Casamento e descendência
É casado segunda vez com a atriz Filomena Gonçalves, presença assídua nas suas produções televisivas. É pai de três filhos e avô de três netos.

### Atividade como escritor
Os 12 anos como inspetor da Polícia Judiciária proporcionaram a Moita Flores muitas experiências e inspiração que viria a usar para escrever obras de ficção, sendo algumas delas adaptadas para televisão. Destacam-se as séries de caráter histórico, com argumento de sua autoria: A Raia dos Medos, Conde de Abranhos, Alves dos Reis, O Processo dos Távoras, A Ferreirinha, João Semana e Pedro e Inês.

### Atividade política e social
Ainda jovem, participou nas campanhas da CDE, de 1969 e 1973, integrou listas do PS, na sua terra natal e em Lisboa. Foi eleito Presidente da Câmara Municipal de Santarém entre 2005 e 2012, eleito como independente nas listas do PSD, sendo que no segundo mandato teve a maior percentagem de votos obtido por uma força política numa capital de distrito. Durante o seu período como Presidente de Câmara renovou o parque escolar, jardins e grande parte do património, de entre os quais se destaca o Convento de São Francisco. A 14 de janeiro de 2021 foi investigado pelo Ministério Público pela atividade enquanto Presidente da Câmara Municipal de Santarém e foi absolvido de tudo em 2023 e em 2024.
Na eleição autárquica de 2013 para a Câmara Municipal de Oeiras, concorreu pelo PSD e conseguiu eleger 3 vereadores, tornando o PSD a segunda força política no concelho. Apesar de ter ficado atrás do movimento independente, o resultado foi uma melhoria comparativamente ao desempenho de Isabel Meireles, a candidata do PSD em 2009, quando o partido se tornou a terceira força política, elegendo apenas 2 vereadores, atrás do PS. Apesar de ter sido eleito vereador, decidiu não aceitar pelouros na Câmara e renunciou ao seu mandato em 2014.
Fez parte de movimentos cívicos na luta contra a violência doméstica, pelos direitos das crianças. Foi presidente da Sociedade da Língua Portuguesa e é Presidente da Assembleia Geral da Casa do Artista.
É membro da Maçonaria, integrando a Loja Acácia do Grande Oriente Lusitano.

## Obras Publicadas

### Romances
1. Polícias sem História, Editorial Notícias, 1996
2. Filhos da Memória do Vento, Ed. Notícias,1997
3. O Carteirista que Fugiu a Tempo, Ed. Notícias, 2001
4. Ballet Rose (Uma História amoral) , Ed. Notícias, 2002
5. Não há lugar para Divorciadas, Ed. Oficina do Livro, 2003
6. Em Memória de Albertina, que Deus Haja, Ed. Oficina do Livro/Leya, 2004
7. A Fúria das Vinhas, Ed. Casa das Letras, 2007
8. Mataram o Sidónio!,Ed. Leya, 2010
9. As Aventuras de Maresia do Mar (contos juvenis), Ed. Leya, 2010
10. Opereta dos Vadios,Ed. Leya, 2011
11. O Bairro da Estrela Polar, Ed. Leya, 2012
12. Segredos de Amor e Sangue, Leya, 2014
13. O Dia dos Milagres, Leya, 2015
14. O Mensageiro do Rei, Ed. Leya, 2017
15. O Mistério da Caso de Campolide , Ed. Leya, 2018
16. Os Cães de Salazar, Ed. Leya, 2020
17. A Despedida de Ulisses, Casa das Letras, 2022
18. Um Enfarte no Alto do Parque, Casa das Letras, 2023
19. Agora e na Hora da Nossa Sorte, Casa das Letras, 2025

### Ficção para Televisão

#### Novelas
1. Desencontros (co-autoria com Luís Filipe Costa) - RTP, 1995
2. Filhos do Vento - RTP, 1997
3. Alves dos Reis - RTP 2001
4. Lusitana Paixão - RTP, 2003/2004
5. Mundo ao Contrário (como consultor criativo) - TVI, 2013

#### Séries
1. Polícias, (co-autoria com Luís Filipe Costa) - RTP, 1996/1997
2. Ballet Rose - RTP, 1998
3. Esquadra de Polícia - RTP, 1999/2000
4. A Raia dos Medos - RTP, 2000
5. Capitão Roby - SIC, 2000
6. O Conde d’Abranhos (adaptação da obra homónima de Eça de Queiroz) - RTP, 2000
7. O Processo dos Távoras - RTP, 2002/2003
8. A Ferreirinha - RTP, 2004
9. João Semana (adaptação da obra As Pupilas do Senhor Reitor, de Júlio Dinis) - RTP, 2005
10. Pedro e Inês - RTP, 2005
11. Quando os Lobos Uivam (adaptação da obra homónima de Aquilino Ribeiro) - RTP, 2006
12. Bairro - TVI, 2014
13. O Atentado - RTP, 2020

## Condecorações
- Grande-Oficial da Ordem do Infante D. Henrique.[4]